# 瓜納里托市

瓜納里托市（西班牙語：Municipio Guanarito），是委內瑞拉的一個市，位於該國西北部波圖格薩州，首府設於瓜納里托，始建於1768年1月24日，面積3,103平方公里，海拔高度85米，2001年人口31,500，人口密度每平方公里10.2人。